# Myggsjön (Orsa socken, Dalarna)
Myggsjön är en sjö i Orsa kommun i Dalarna och ingår i Dalälvens huvudavrinningsområde. Sjön har en area på 0,238 kvadratkilometer och ligger 518,1 meter över havet. Sjön avvattnas av vattendraget Myggsjöån. Vid provfiske har bland annat abborre, bäckröding, elritsa och lake fångats i sjön.

## Delavrinningsområde
Myggsjön ingår i det delavrinningsområde (681677-143477) som SMHI kallar för Utloppet av Myggsjön. Medelhöjden är 554 meter över havet och ytan är 2,36 kvadratkilometer. Det finns ett avrinningsområde uppströms, och räknas det in blir den ackumulerade arean 13,94 kvadratkilometer. Myggsjöån som avvattnar avrinningsområdet har biflödesordning 4, vilket innebär att vattnet flödar genom totalt 4 vattendrag innan det når havet efter 438 kilometer. Avrinningsområdet består mestadels av skog (72 procent) och sankmarker (13 procent). Avrinningsområdet har 0,24 kvadratkilometer vattenytor vilket ger det en sjöprocent på 10,1 procent.

## Fisk
Vid provfiske har följande fisk fångats i sjön:
- Abborre
- Bäckröding
- Elritsa
- Lake
- Öring